# Корпорация турецкого радио и телевидения
Корпорация турецкого радио и телевидения (тур. Türkiye Radyo Televizyon Kurumu) — общественное учреждение.

## История

### Предыстория TRT
Радиовещание в Турции началось примерно в то же время, что и в других странах, но основное развитие оно получило после того, как в 1925 году вышел закон, предусматривавший создание радиосети по всей территории страны посредством ввода в строй крупной радиостанции в Анкаре. 6 мая 1927 года был осуществлён первый в истории турецкого радиовещания официальный выход в эфир. Спустя год начало работу Радио Анкара.
Начиная с 1960-х годов стало очевидным, что радиовещание Турции нуждается в модернизации, как технической, так и концептуальной. Также была очевидна необходимость создания нового аппарата, независимого от политической власти, имеющего собственный штат сотрудников и бюджет, который бы включил в себя все радиостанции государства и наладил телевещание в стране. Закон о создании TRT был принят 1 мая 1964 года.

### История TRT

#### 1964—1980 года
После вступления в силу закона № 359 1 мая 1964 года Радио Анкары, Стамбульское радио, Измирское радио и ряд других радиокомпаний были объединены в TRT, под чьё руководство были переданы все радиоканалы Турции. Начиная с 31 января 1968 года телевидение Анкары начало тестовое вещание. 9 сентября 1974 года все радиоканалы начали вещать TRT-1 на круглосуточной основе. Канал TRT-1 был сформирован на базе радиостанций Анкары, Стамбула, Измира, Антальи, Эрзурума, Диярбакыра и Чукуровы. Спустя четыре месяца, 1 января 1975 года начали своё вещание каналы TRT-2 и TRT-3.
14 апреля 1978 года TRT-3 FM начал передавать в эфир музыку.
23 апреля 1979 года TRT впервые организовало Международный детский фестиваль и вело прямую трансляцию по 27 каналам Европы.

1 логотип

В 1980 году в результате реорганизации TRT был сформирован департамент радиовещания.

#### 1980—2000 года
1 октября 1984 года на каналах TRT начались первые опыты по стерео вещанию.
6 октября 1986 года начал вещание телеканал TRT 2 Kanal, TRT Ankara Televizyonu был переименован в TRT 1 Kanal
18 октября 1987 года начал работу канал Радио-4, после чего были переименованы три других канала: TRT −1 FM, TRT-2 FM, TRT-3 FM — соответственно на Радио-1, Радио-2 и Радио-3. Радио-1 начало передавать образовательные программы, Радио-2 — культурологические, Радио-3 — западную музыку, Радио-4 турецкую.
2 октября 1989 года начал своё вещание телеканал TRT 3 Kanal, в рамках которого существовал образовательный блок TRT-gap.
28 февраля 1990 года первый международный канал TRT 5 Kanal начал вещание в Европе, 30 июля — образовательный телеканал TRT 4 Kanal из Измира. 3 декабря того же года TRT начало пробное предоставление услуг телетекста под названием «Телегюн». Цель «Телегюн» — предоставление людям с ограниченными физическими возможностями разного рода информации: новости, прогноз погоды, сведения о ситуации на дорогах. Также в телетексте могут быть размещены объявления и реклама. Вещание «Телегюн» обеспечивается телетекстами вещательных сетей TRT-1, TRT-2 и TRT-Int.
После 1990 года в Турции стали работать коммерческие радиостанции.
В 1992 году TRT 5 Kanal был переименован в TRT İnt-Avrasya. 27 апреля 1992 года TRT İnt-Avrasya был разделён на TRT İnt и TRT Avrasya, рассчитанный на жителей тюркоязычных республик.
В 1993 году TRT 1 Kanal был переименован в TRT TV 1, TRT 2 Kanal в TRT TV 2, TRT 3 Kanal в TRT TV 3, TRT 4 Kanal в TRT TV 4.
В 1998 году TRT TV 1 было переименовано в TRT 1, TRT TV 2 в TRT 2, TRT TV 3 в TRT 3, TRT TV 4 в TRT 4.
14 ноября 1998 года в Берлине был открыт первый официальный корреспондентский пункт TRT.
5 января 1999 года был создан Центр цифровых технологий вещания. В день тридцатипятилетия TRT 1 мая начал свою работу его официальный сайт. Начиная с 15 июля 1999 года радио TRT-FM и «Голос Турции» стали вещать в Австралии. 25 июля телеканал TRT-Int начал трансляцию в Австралии, а также в Новой Зеландии. 20 сентября того же года был открыт корреспондентский пункт TRT в столице Туркменистана — Ашхабаде.
6 декабря начало вещание Радио-4.
7 июня 2000 года диапазон вещания TRT-Int, радио «Голос Турции» и ТРТ-FM (Радио-2) достиг Канады.

#### 2000—2020

2 логотип

4 логотип

31 января 2001 года телеканалы TRT стали работать с обновлённым логотипом и системой организации вещания. 2 июня был открыт корреспондентский пункт TRT в столице Азербайджана — Баку, 16 июня — в столице Египта, Каире, TRT Avrasya был переименован в TRT Türk.
1 июня 2002 года TRT провело прямую трансляцию чемпионата мира по футболу, организованного совместно Южной Кореей и Японией в Сеуле и Токио, на котором турецкая сборная заняла третье место. 25 июня открылся пятый корреспондентский пункт в столице Бельгии — Брюсселе, 8 августа — в Вашингтоне, США. 2 июля «Туристическое радио» начало круглосуточное вещание на английском, французском, немецком, русском и греческом языках из студии Антальи.
12 мая 2004 года TRT обеспечило прямую трансляцию в 36 странах 49-го конкурса песни «Евровидение», которое впервые было проведено в Турции, Стамбуле. 14 декабря того же года началась цифровое вещание телеканала TRT-Türk и радио «Голос Турции» на турецком языке в восточном направлении со спутника «Türksat 1S», охватывающее Турцию и Среднюю Азию.
24 июня 2005 года открыт корреспондентский пункт TRT в столице Узбекистана — Ташкенте. 10 августа была успешно осуществлена внутринациональная и зарубежная трансляция Международных Олимпийских игр «Универсиада» в Измире. 1 ноября TRT подписало контракт с Азиатско-Тихоокеанским вещательным союзом.
22 июня 2006 года после заключения контракта с Международным телевидением «Буэна Виста»,
TRT на 4 года приобрело права на показ мультипликационных фильмов и кинокартин Уолт Диснея.
16 марта 2007 года TRT приобрело право на трансляцию различных чемпионатов Кубка Мира и ФИФА на период с 2010 по 2014 года.
1 января 2009 года был запущен курдоязычный спутниковый канал TRT 6.
21 марта 2009 года TRT Türk был заменён TRT Avaz. 8 мая 2009 году TRT İnt слилась с TRT Türk, в результате чего TRT Türk возобновил вещание на TRT İnt.
6 мая 2009 года TRT запустила радиостанцию Radyo Nağme, 1 июля — радиостанцию Radyo Türkü.
4 апреля 2010 года TRT запустила международный арабоязычный телеканал TRT El Arabia.
24 мая 2010 года TRT в стандарте разложения 1080i запустила телеканал TRT HD.
28 октября 2010 года был запущен канал TRT 5, позже переименованный в TRT Anadolu.
В 2010 году TRT 2 был переименован в TRT Haber, TRT 3 в TRT Spor.
31 января 2011 года канал TRT 4 был заменён каналом TRT Okul.
19 мая 2012 года TRT 1 HD началось одновременное вещание с TRT 1 в широких масштабах Full HD 16:9 DVB-S2.
8 июля 2013 года TRT Anadolu было заменено TRT Diyanet.
18 мая 2015 года TRT запустила международный канал TRT World.
10 января 2015 года TRT 6 был переименован в TRT Kurdî.
На январь 2022 года TRT ведёт радиовещание на 41 языке мира: турецком, русском, татарском, албанском, болгарском, английском, греческом, киргизском, румынском, уйгурском, арабском, китайском, французском, венгерском, македонском, туркменском, азербайджанском, хорватском, грузинском, итальянском, пуштунском, сербском, урду, боснийском, дари, немецком, казахском, персидском, испанском, узбекском и иных. В дополнение к вышеупомянутым языкам, TRT со 2 апреля 2009 года начало ежедневные передачи на армянском языке.
На январь 2022 года в состав TRT входят 18 национальных и международных телеканалов, 19 радиостанций, цифровые новостные платформы.

## Телеканалы и радиостанции

### Общенациональные телеканалы общей тематики
| Канал                                    | Программы | Начало вещания        |
| ---------------------------------------- | --- | --------------------- |
| TRT 1 (Общий канал)                      | фильмы; телесериалы; образовательные, культурологические, музыкальные, спортивные программы; новости                                             | 9 сентября 1974 года. |
| TRT 2 (Культурно — информационный канал) | документальные фильмы; программы об искусстве; ток-шоу; новости; телесериалы; театральные постановки; фильмы; литературные передачи; мультфильмы | 6 октября 1986 года.  |
| TRT 3 (Спортивный канал)                 | спортивные, образовательные, культурологические, музыкальные программы; новости                                                                  | 2 октября 1989 года   |
| TRT-GAP                                  | региональный телеканал Юго-восточной Анатолии | 2 октября 1989 года   |
| Çukurova TV                              | региональный телеканал Чукуровы |                       |
| TRT Anadolu                              | региональный телеканал Анатолии | 28 октября 2010 года  |

### Международные телеканалы
| Канал                                   | Программы | Начало вещания       |
| --------------------------------------- | --- | -------------------- |
| TRT International (Международный канал) | образовательные, культурологические, развлекательные, музыкальные и спортивные передачи; новости, пропаганда | 28 февраля 1990 года |
| TRT Türk                                | образовательные, культурологические, развлекательные, музыкальные передачи; новости                          | 27 апреля 1992 года  |

### Специализированные телеканалы
- TRT Çocuk
- TRT Haber
- TRT Müzik
- TRT Belgesel
- TRT Okul
- TRT Kurdî
- TRT Diyanet
- TRT HD
- TRT 4K

### Радиостанции
- Radyo1 — общая, с региональными вставками
  - Antalya Radyosu
  - Çukurova Radyosu
  - Erzurum Radyosu
  - Trabzon Radyosu
  - Radyo GAP
- TRT FM (ранее Radyo4) — музыка
- Radyo3 — культура
- Radyo Nağme
- Radyo Türkü
- Radyo Haber (ранее Radyo2)

Доступны во всех регионах Турции через эфирное радиовещание (цифровое (DAB+) на МВ и аналоговое на УКВ CCIR, TRT Radyo Haber (ранее TRT Radyo 1) на СВ, а крупных городах также на УКВ), эфирное (цифровое (DVB-T) на ДМВ), кабельное, спутниковое телевидение и Интернет.

### Региональные радиостанции
- TRT Radyo 6 — курдоязычная радиостанция

Доступна через те же источники в отдельных районах с курдоязычным населением.
- Kent Radyo İstanbul

Доступна через те же источники в Стамбуле.
- Kent Radyo Ankara

Доступна через те же источники в Анкаре
- Kent Radyo İzmir

Доступна через те же источники в Измире

### Международные радиостанции
- Голос Турции, на сегодняшний день вещает во всём мире, особенно широко в Европе, Азии, Африке и Австралии, на
  - (Западная Европа и Африка)
    - английском
    - французском
    - португальском
    - суахили
    - хауса

  - (Южная Европа и Латинская Америка)
    - испанском

  - (Центральная Европа)
    - немецком
    - итальянском
    - венгерском
    - румынском
    - хорватском
    - боснийском
    - сербском
    - болгарском
    - македонском
    - албанском
    - греческом

  - (Восточная Европа и Северная Азия)
    - русском
    - татарском

  - (Закавказье)
    - грузинском
    - азербайджанском
    - армянском

  - (Юго-Западная Азия)
    - арабском
    - фарси
    - дари
    - пушту

  - (Южная Азия)
    - урду

  - (Средняя Азия)
    - казахском
    - киргизском
    - туркменском
    - узбекском
    - уйгурском

  - (Юго-Восточная Азия)
    - китайском
    - японском

Доступна во всём мире через эфирное радиовещание (аналоговое на КВ), спутниковое телевидение и через интернет.

### TRT в интернете
TRT имеет свой сайт www.trt.net.tr на турецком и другом языках.

## Руководство
Генеральный штаб располагается в Анкаре. TRT является членом Европейского вещательного союза и акционером Euronews. Высший орган — Совет директоров (Yönetim Kurulu), состоящий из председателя, заместителя председателя и 5 членов. Контроль за соблюдением законов о СМИ осуществляет Высший совет радио и телевидения (Radyo ve Televizyon Üst Kurulu) (ранее — Верховный совет радио и телевидения (Radyo ve Televizyon Yüksek Kurulu)), избираемый Национальным Собранием.